# Rejon użhorodzki

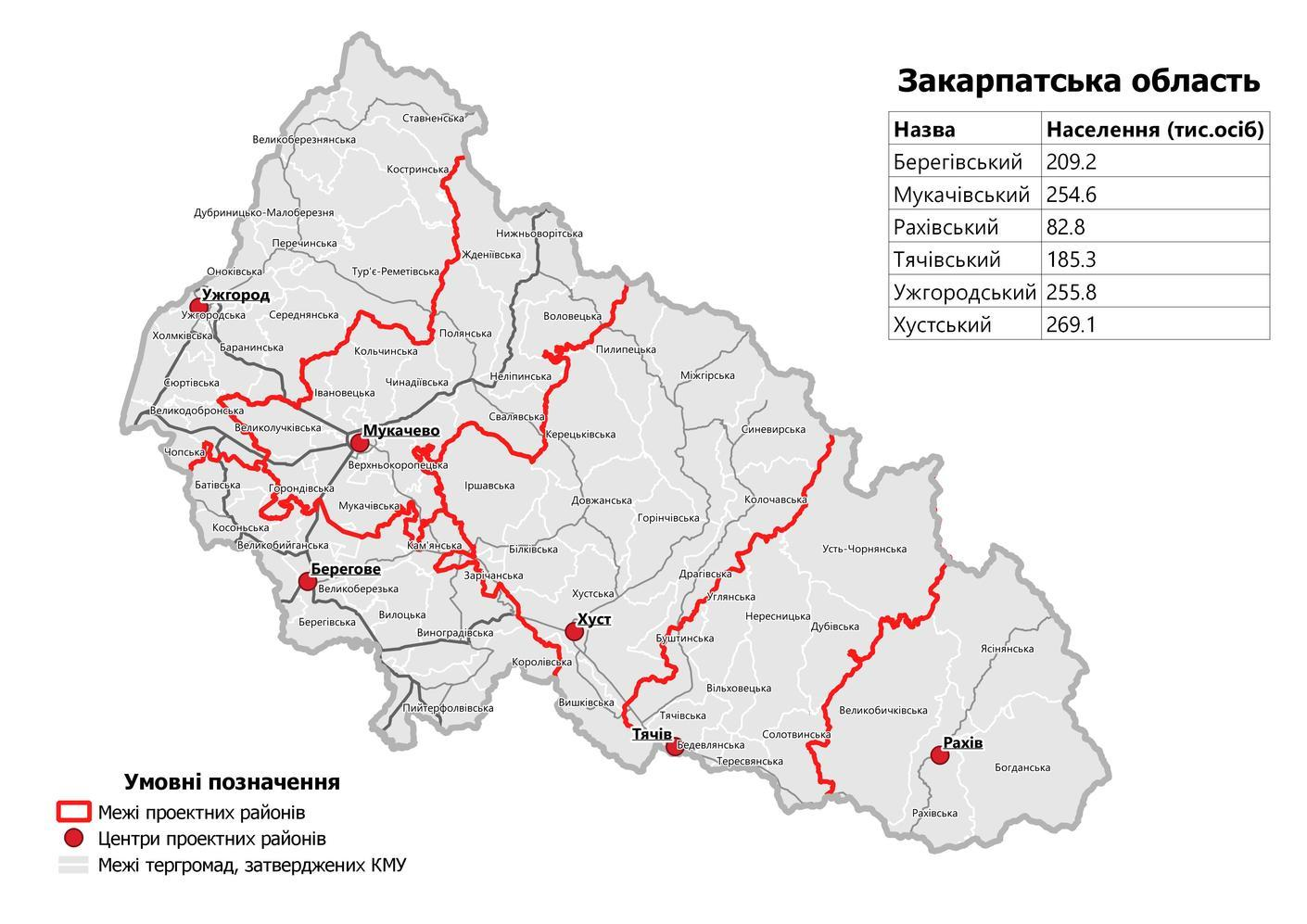
Rejon po reformie zwiększył swoją powierzchnię

Rejon użhorodzki – jednostka administracyjna wchodząca w skład obwodu zakarpackiego Ukrainy.
Rejon ma powierzchnię 870 km². Siedzibą władz rejonu jest Użhorod.
Na terenie rejonu znajduje się 1 miejska rada i 32 silskie rady, obejmujące w sumie 64 miejscowości.

## Miejscowości rejonu
- Andrijiwka (Андріївка)
- Antałowci (Анталовці)
- Baranynci (Баранинці)
- Barwinok (Барвінок)
- Batfa (Батфа)
- Botfałwa (Ботфалва)
- Chołmeć (Холмець)
- Chołmok (Холмок)
- Chudlowo (Худльово)
- Cyhaniwci (Циганівці)
- Czabaniwka (Чабанівка)
- Czasliwci (Часлівці)
- Czerteż (Чертеж)
- Czerwone (Червоне)
- Demeczi (Демечі)
- Dowhe Połe (Довге Поле)
- Dubriwka (Дубрівка)
- Eseń (Есень)
- Hajdosz (Гайдош)
- Hałocz (Галоч)
- Hłyboke (Глибоке)
- Huta (Гута)
- Irlawa (Ірлява)
- Jarok (Ярок)
- Kamjanycia (Кам'яниця)
- Kinczesz (Кінчеш)
- Koncowo (Концово)
- Korytniany (Коритняни)
- Kyblary (Кибляри)
- Lachiwci (Ляхівці)
- Linci (Лінці)
- Mali Hejiwci (Малі Геївці)
- Mali Sełmenci (Малі Селменці)
- Mała Dobroń (Мала Добронь)
- Mynaj (Минай)
- Newyćke (Невицьке)
- Nyżnie Sołotwyno (Нижнє Солотвино)
- Onokiwci (Оноківці)
- Orichowycia (Оріховиця)
- Packańowo (Пацканьово)
- Paład´-Komariwci (Паладь-Комарівці)
- Pałło (Палло)
- Petriwka (Петрівка)
- Pidhorb (Підгорб)
- Ratiwci (Ратівці)
- Roziwka (Розівка)
- Ruśki Hejiwci (Руські Геївці)
- Ruśki Komariwci (Руські Комарівці)
- Serednie (Середнє)
- Siurte (Сюрте)
- Sołomonowo (Соломоново)
- Sołowka (Соловка)
- Storożnycia (Сторожниця)
- Strypa (Стрипа)
- Szyszliwci (Шишлівці)
- Tarniwci (Тарнівці)
- Tyjhłasz (Тийглаш)
- Tysaahtełek (Тисаагтелек)
- Tysaaszwań (Тисаашвань)
- Tysaujfału (Тисауйфалу)
- Wełyka Dobroń (Велика Добронь)
- Wełyki Hejiwci (Великі Геївці)
- Wełyki Łazy (Великі Лази)
- Werchnia Sołotwyna (Верхня Солотвина)
- Wowkowe (Вовкове)